# Bulletproof Wallets
Albums de Ghostface Killah
Supreme Clientele
(2000) Shaolin's Finest
(2003)
Bulletproof Wallets est le troisième album studio de Ghostface Killah, sorti le 13 novembre 2001.
L'album s'est classé 2e au Top R&B/Hip-Hop Albums et 34e au Billboard 200.

## Liste des titres
| No  | Titre                                                      | Contient un (des) sample(s) de                                                                  | Durée |
| --- | ---------------------------------------------------------- | ----------------------------------------------------------------------------------------------- | ----- |
| 1.  | Intro - Stairway to Heaven (featuring Raekwon)             | Stairway to Heaven des O'Jays                                                                   | 1:20  |
| 2.  | Maxine (featuring Raekwon)                                 | Harlem Clavinette de J.J. Johnson                                                               | 3:47  |
| 3.  | Flowers (featuring Method Man, Raekwon et Superb)          | Take Me to the Mardi Gras de Bob James Bounce, Rock, Skate, Roll de Vaughan Mason & Crew        | 3:25  |
| 4.  | Never Be the Same Again (featuring Raekwon et Carl Thomas) |                                                                                                 | 4:26  |
| 5.  | Teddy (Skit) (featuring Superb)                            | Hope That We Can Be Together Soon d'Harold Melvin and the Blue Notes featuring Sharon Paige     | 1:04  |
| 6.  | Theodore (featuring Trife et Twiz)                         | 40,000 Headmen de Blood, Sweat & Tears                                                          | 3:09  |
| 7.  | Ghost Showers                                              | Sunshower du Dr. Buzzard's Original Savannah Band This Is Something for the Radio de Biz Markie | 4:11  |
| 8.  | Strawberry (featuring Killa Sin et RZA)                    | Storm in the Summertime de David Porter                                                         | 3:06  |
| 9.  | The Forest (featuring Raekwon)                             | What a Wonderful World de Louis Armstrong Ballad of Matheia des Imaginations                    | 3:10  |
| 10. | The Juks (featuring Superb et Trife)                       | Dos Amores Desiguales de Chucho Avellanet featuring Sophy                                       | 4:09  |
| 11. | Walking Through the Darkness (featuring Tekitha)           | Walking Through the Darkness de Tekitha                                                         | 3:21  |
| 12. | Jealousy (Skit)                                            |                                                                                                 | 0:55  |
| 13. | Hilton (featuring Raekwon)                                 | Maria (You Were the Only One) de Michael Jackson                                                | 4:00  |
| 14. | Interlude                                                  | She Is My Lady de Donny Hathaway                                                                | 1:00  |
| 15. | Love Session (featuring Ruff Endz)                         | Faded Pictures de Case and Joe                                                                  | 3:40  |
| 16. | Street Chemistry (featuring Prodigal Sunn et Trife)        |                                                                                                 | 1:55  |